# Verzorgingsplaats Glimmermade
Verzorgingsplaats Glimmermade is een Nederlandse verzorgingsplaats gelegen aan de A28 Utrecht-Groningen tussen aansluitingen 37 en 38 nabij Glimmen. De verzorgingsplaats ligt tegen het natuurgebied De Glimmermade aan. Glimmermade was lange tijd bekend als homo-ontmoetingsplaats.
Aan de andere kant van de snelweg ligt even verderop verzorgingsplaats Witte Molen.
De verzorgingsplaats ligt op de grens van de provincies Groningen en Drenthe en de gemeenten Groningen en Tynaarlo.

## Renovatie in 2007
In maart 2007 waren er werkzaamheden aan deze verzorgingsplaats, in verband met de renovatie van de A28. Hierbij werden ook toiletten en speeltoestellen geïnstalleerd. Daarnaast kwamen er ook lage heuvels, waarachter vrachtwagenchauffeurs kunnen slapen uit het licht van het verkeer. Bovendien is er een hek geplaatst dat de toegang tot de homo-ontmoetingsplaats afsluit met als reden om de verzorgingsplaats van het natuurgebied af te schermen, 
Richting Groningen: Vanenburg · Dasselaar · Leuvenhorst · Willemsbos · De Kraaienberg · Bornheim · De Markte · Dekkersland · Lageveen · Smalhorst · Peelerveld · Glimmermade
Richting Utrecht: Witte Molen · Zeijerveen · De Mussels · Panjerd · Haerst ·  't Loo · Vosbergen · De Haere · Hendriksbos · Drielander · Oldenaller · Hooglanderveen